# Weissite
La weissite è un minerale.